# Gålgotjärnen
Gålgotjärnen är en sjö i Lycksele kommun i Lappland och ingår i Öreälvens huvudavrinningsområde. Sjön har en area på 0,0711 kvadratkilometer och ligger 378,1 meter över havet. Sjön avvattnas av vattendraget Gålgobäcken.

## Delavrinningsområde
Gålgotjärnen ingår i det delavrinningsområde (711959-164030) som SMHI kallar för Utloppet av Gålgotjärnen. Medelhöjden är 448 meter över havet och ytan är 4,49 kvadratkilometer. Det finns inga avrinningsområden uppströms utan avrinningsområdet är högsta punkten. Gålgobäcken som avvattnar avrinningsområdet har biflödesordning 3, vilket innebär att vattnet flödar genom totalt 3 vattendrag innan det når havet efter 129 kilometer. Avrinningsområdet består mestadels av skog (98 procent). Avrinningsområdet har 0,07 kvadratkilometer vattenytor vilket ger det en sjöprocent på 1,6 procent.